# 五脉组绒蒿
五脉组绒蒿（学名：Meconopsis quintuplinervia）为罂粟科绿绒蒿属下的一个种。